# Honor imperii
Honor imperii (italianizzabile in onore dell'impero) è un termine utilizzato nella ricerca medievale. Tuttavia, è documentato anche in documenti del tardo periodo salico.
Nel 1940, lo storico Peter Rassow interpretò l'honor imperii come il «concetto giuridico centrale» nella politica del re e imperatore Federico I negli anni dal 1152 al 1159. Rassow interpretò il termine soprattutto come «diritto di sovranità» e come rivendicazione giuridica politica. La sua interpretazione si riferiva in particolare al trattato di Costanza del 1153, in cui il termine compariva. Di conseguenza, l'honor imperii comprendeva, tra l'altro, le rivendicazioni dell'impero sull'Italia meridionale a e sui cosiddetti possedimenti matildici nell'Italia centrale. L'interpretazione di Rassow fu molto influente, ma non fu esente da polemiche (come dimostra la recensione di Herbert Grundmann, che definì l'honor imperii un «termine ambiguamente indeterminato»). Nel 1974, Dieter von der Nahmer si è pronunciato contro «una traduzione con un termine giuridicamente non ambiguo» e a favore del «significato basilare di onore». La sua interpretazione non ha prevalso nella ricerca storiografica.
Più di recente, tuttavia, lo storico monacense Knut Görich ha reinterpretato il termine partendo soprattutto da fonti storiografiche. Secondo Görich, l'honor non era un concetto puramente giuridico, ma svolgeva piuttosto un ruolo centrale nella comunicazione simbolica. Görich intende l'honor non come un valore morale, ma come «l'onore puramente esteriore di un riconoscimento pubblicamente esibito del rango e del dominio dell'imperatore». Di conseguenza, le violazioni dell'honor dell'imperatore, come quelle subite per mano dei milanesi, erano allo stesso tempo una violazione della dignità dell'impero e il Barbarossa reagì di conseguenza.